# Hans-Peter Schneider (Schriftsteller)

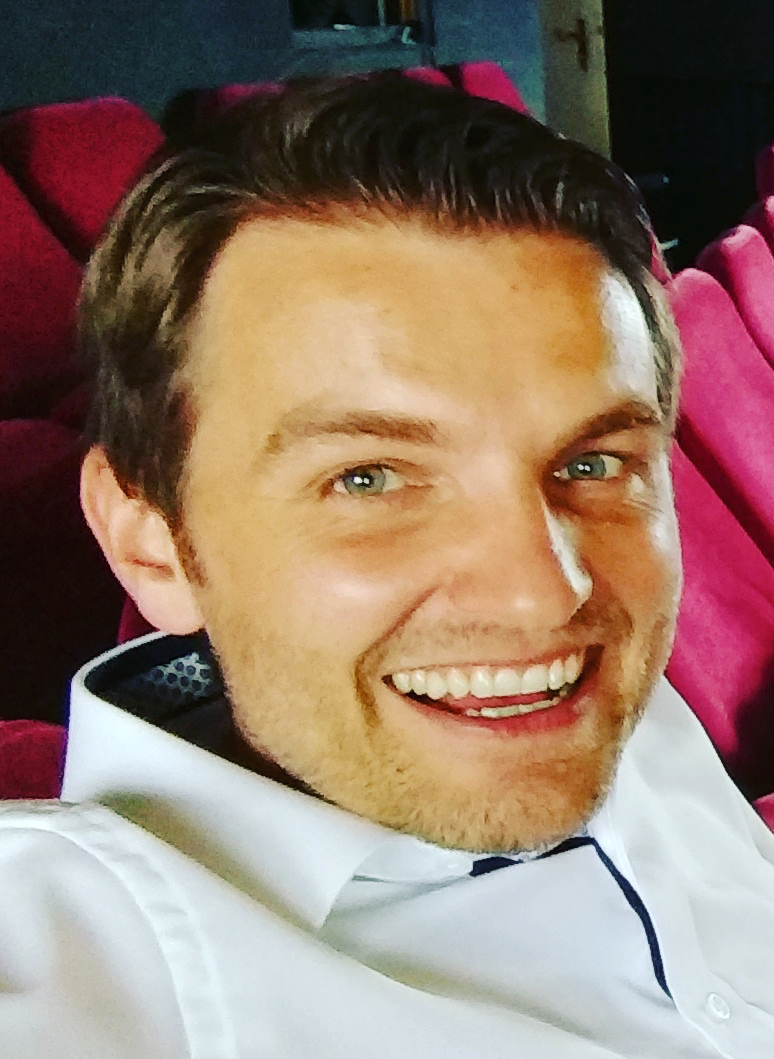
Hans-Peter Schneider (2019)

Hans-Peter Schneider (* 9. Juli 1981 in Eichstätt) ist ein deutscher Autor. Vor allem ist er durch seine Jugendbuchreihe Seppis Tagebuch und seine Weihnachtsgeschichten für Erwachsene bekannt.

## Leben und Wirken
Hans-Peter Schneider studierte nach dem Abitur am Eichstätter Gabrieli-Gymnasium an der Ludwig-Maximilians-Universität München Lehramt Gymnasium für Deutsch, Geschichte und Sozialkunde. Während dieser Zeit begann er, an seinen ersten Geschichten und Gedichten zu arbeiten. 2008 erschien sein erstes Weihnachtsbuch Weihnachten lieben und leben als Book-on-Demand, 2009 folgte sein Kinderbuch Die kleine Biene Naseweiß. Seit der Zusammenarbeit mit dem Rosenheimer Verlag entstanden ab 2013 seine beiden Hauptwerke, die Comicromanreihe Seppis Tagebuch und Weihnachtsgeschichtenbücher für die ganze Familie.
Er lebt mit seiner Familie in Preith bei Eichstätt und ist als Lehrer am Gymnasium Gaimersheim tätig.

## Werke
- 2008: Weihnachten lieben und leben
- 2009: Die kleine Biene Naseweiß
- 2013: Seppis Tagebuch – Passt scho!
- 2013: Weihnachtsstern
- 2014: Seppis Tagebuch – Lauter Deppen!
- 2014: Seppis Tagebuch – Saustark!
- 2015: Seppis Tagebuch – Pack mas!
- 2017: Seppis Tagebuch – Hau rein!
- 2018: Seppis Tagebuch – Hammermäßig!
- 2018: Vorsicht Lehrer – Witzebuch
- 2019: Seppis Tagebuch – Heul doch!
- 2020: Mein Freund, das Rennauto – Erstlesergeschichte
- 2020: Weihnachtstraum – 24 zauberhafte Geschichten für Weihnachten
- 2020: Seppis Tagebuch – Echt genial!
- 2021: Weihnachtswunsch – 24 traumhafte Geschichten zu Weihnachten
- 2021: Seppis Tagebuch – Ciao Kakao!